# Incidente del CASA C-212 di Aéro Service del 2010
Il 19 giugno 2010, un CASA C-212 Aviocar si schiantò durante un volo da Yaoundé, Camerun, a Yangadou, Repubblica del Congo, uccidendo tutte le undici persone a bordo. Tra le vittime c'era l'intero consiglio di amministrazione del conglomerato minerario australiano Sundance Resources, compreso il dirigente minerario Ken Talbot.

## L'aereo
Il velivolo coinvolto era un CASA C-212 Aviocar registrato TN-AFA. Era gestito da Aéro-Service, una compagnia aerea a cui è vietato operare nell'Unione Europea a causa di problemi di sicurezza.

## L'incidente
Il 19 giugno 2010, Cam Iron, la filiale camerunense di Sundance, noleggiò un CASA C-212 Aviocar di Aéro-Service per trasportare i membri del consiglio di amministrazione da Yaoundé, la capitale del Camerun, alla remota città mineraria di Yangadou, nella Repubblica del Congo. L'Aviocar era stato noleggiato perché il jet privato della società era troppo grande per operare nell'aeroporto di destinazione.
Il velivolo partì dall'aeroporto di Yaoundé alle 09:13 e l'ultimo contatto con l'aereo avvebbe alle 09:51. L'arrivo a Yangadou era previsto per le 10:20.
Le ricerche del velivolo vennero condotte dalle forze armate francesi e dal governo del Camerun, utilizzando un Transall C-160 e un Eurocopter AS532 Cougar. Le ricerche vennero ostacolate dalla nebbia. I rottami dell'aereo furono ritrovati il 22 giugno a Dima, a 30 chilometri dalla destinazione, e vicino alla capitale regionale Djoum, in Camerun. Non c'erano sopravvissuti tra le undici persone a bordo.